# Régis Simon
Régis Simon (* 19. März 1958 in Troyes) ist ein ehemaliger französischer Radrennfahrer. Er ist der Bruder von François, Pascal und Jérôme Simon, alle drei ebenfalls ehemalige Radprofis.

## Sportliche Laufbahn
Régis Simon gewann 1981 den Circuit des mines und den Circuit de Champagne. 1982 die  Tour de la Moyenne Alsace und wurde Dritter beim Gran Premio della Liberazione. Im Folgejahr gewann er Nocturne de Bar-sur-Aube und die Tour de Nouvelle-Calédonie in Neukaledonien. 1984 wechselte er ins Profilager und konnte seinen ersten Sieg erzielen. Weitere Platzierungen waren Platz 5 beim Étoile de Bessèges, Platz 7 beim Grand Prix Cycliste de la Ville de Rennes und Platz 10 bei Nizza–Alassio. 1985 erreichte er seinen größten Erfolg beim Sieg auf der 18. Etappe bei der Tour de France. 1986 erwirkte er den zweiten Platz bei den Vier Tage von Dünkirchen. 1987 erreichte er Platz 3 bei Paris–Bourges und Platz 7 beim Critérium du Dauphiné. 1988 gewann er die letzte Etappe beim Étoile de Bessèges und belegte Platz 6 bei der Tour de l’Oise. 1989 konnte er außer dem dritten Platz beim Grand Prix de Cannes keine nennenswerte Ergebnisse mehr vorweisen. Nach der Saison 1989 wechselte Régis Simon wieder in das Amateurlager zurück. 1990 konnte er erneut den Circuit des mines gewinnen. 1991 gewann er eine Etappe bei der Tour de Champagne-Ardenne und 1993 gewann er eine Etappe und die Gesamtwertung der Marokko-Rundfahrt.

## Erfolge
1984
- eine Etappe Tour du Vaucluse

1985
- eine Etappe Tour de France

1988
- eine Etappe Étoile de Bessèges